# Rhamphomyia carrerai
Rhamphomyia carrerai är en tvåvingeart som beskrevs av Smith 1962. Rhamphomyia carrerai ingår i släktet Rhamphomyia och familjen dansflugor. Inga underarter finns listade i Catalogue of Life.